# Flandriencross 2015
De 14e editie van de Flandriencross (sponsornaam: KwadrO Flandriencross) werd gehouden op 29 november 2015 in Hamme. De wedstrijd maakte deel uit van de Bpost bank trofee 2015-2016. De Belg Wout van Aert won wederom deze manche en pakte een grote voorsprong op zijn naaste tegenstanders in het Bpost-klassement.

## Mannen elite

### Verloop
Na een (traditioneel) snelle start van Lars van der Haar was het al vrij snel Wout van Aert die de wedstrijd in handen nam. Hij kreeg snel na het aanzetten al een kloofje op zijn eerste achtervolgers en besloot om vol door te gaan. Van der Haar en Kevin Pauwels kregen al snel Sven Nys, die een matige start kende, en Mathieu van der Poel mee. Om beurten probeerde ze het tempo omhoog te krijgen om zo Van Aert onder druk te kunnen zetten, maar in geen enkel geval toonde hij enig verval. In de voorlaatste ronde reed Nys weg van zijn mede-achtervolgers, zette een snelle rondetijd neer en kwam tot op tien seconden van de leider. Van Aert maakte echter geen fout, kon nog versnellen en Nys moest het hoofd buigen. Van Aert doet een goede zaak in het klassement door de dichtste volger Pauwels op meer dan een minuut te rijden. Na een val van Van der Poel (vijfde) pakte Van der Haar de vierde plaats en was beste Nederlander.

### Uitslag
| Plaats  | Naam                   | Ploeg                         | Tijd    |
| ------- | ---------------------- | ----------------------------- | ------- |
| Winnaar | Wout van Aert          | Vastgoedservice-Golden Palace | 58'26"  |
| 2       | Sven Nys               | Crelan-AA Drink               | + 18"   |
| 3       | Kevin Pauwels          | Sunweb-Napoleon Games         | + 1'04" |
| 4       | Lars van der Haar      | Giant-Alpecin                 | + 1'25" |
| 5       | Mathieu van der Poel   | BKCP-Corendon                 | + 2'00" |
| 6       | Laurens Sweeck         | ERA Real Estate-Murprotec     | + 2'04" |
| 7       | Julien Taramarcaz      | ERA Real Estate-Murprotec     | + 2'32" |
| 8       | Tom Meeusen            | Telenet-Fidea                 | + 2'35" |
| 9       | Michael Vanthourenhout | Sunweb-Napoleon Games         | + 2'41" |
| 10      | Corné van Kessel       | Telenet-Fidea                 | + 2'59" |
| 11      | 0                      |                               |         |
| 12      | 0                      |                               |         |
| 13      | 0                      |                               |         |
| 14      | 0                      |                               |         |
| 15      | 0                      |                               |         |

| Pos. | Punten |
| ---- | ------ |
| 1    | 80     |
| 2    | 60     |
| 3    | 40     |
| 4    | 30     |
| 5    | 25     |
| 6    | 20     |
| 7    | 17     |
| 8    | 15     |
| 9    | 12     |
| 10   | 10     |
| 11   | 8      |
| 12   | 5      |
| 13   | 4      |
| 14   | 2      |
| 15   | 1      |

### Stand bpost bank trofee
Na 3 wedstrijden (GP Mario de Clercq, Koppenbergcross en Flandriencross) was dit de stand in het klassement:
| Plaats | Naam                   | Ploeg                         | Tijd     |
| ------ | ---------------------- | ----------------------------- | -------- |
| 1      | Wout van Aert          | Vastgoedservice-Golden Palace | 2u56'47" |
| 2      | Kevin Pauwels          | Sunweb-Napoleon Games         | + 2'19"  |
| 3      | Lars van der Haar      | Giant-Alpecin                 | + 2'45"  |
| 4      | Tom Meeusen            | Telenet-Fidea                 | + 6'26"  |
| 5      | Sven Nys               | Crelan-AA Drink               | + 6'39"  |
| 6      | Julien Taramarcaz      | ERA Real Estate-Murprotec     | + 6'57"  |
| 7      | Michael Vanthourenhout | Sunweb-Napoleon Games         | + 7'04"  |
| 8      | Tim Merlier            | Vastgoedservice-Golden Palace | + 7'28"  |
| 9      | Laurens Sweeck         | ERA Real Estate-Murprotec     | + 7'39"  |
| 10     | Gianni Vermeersch      | Sunweb-Napoleon Games         | + 7'48"  |

#### Veranderingen
- Thijs van Amerongen valt weg uit de top tien (vanaf plaats vier), waardoor Tom Meeusen een plek opschuift (van vijf naar vier).
- Sven Nys keert terug in de top tien op plaats vijf, nadat hij door uitval in de Koppenbergcross vijf minuten tijd bijkreeg.
- Julien Taramarcaz stijgt van plaats negen naar plaats zes.
- Michael Vanthourenhout en Tim Merlier wisselen van plek (zeven en acht).
- Gianni Vermeersch zakt van plaats zes naar plaats tien.
- Laurens Sweeck komt de top tien binnen op plaats negen.

2002 · 
2003 · 
2004 · 
2005 · 
2006 · 
2007 · 
2008 · 
2009 ·
2010 · 
2011 · 
2012 · 
2013 ·  
2014 ·  
2015 ·  
2016 ·  
2017 ·  
2018 ·  
2019 ·
2021 ·
2022 ·
2023 ·
2024 (januari) ·
2024 (november)
 GP Mario De Clercq · 
 Koppenbergcross · 
 Flandriencross · 
 GP Rouwmoer · 
 Scheldecross · 
 Azencross · 
 GP Sven Nys · 
 Waaslandcross